# Rómulo Díaz de la Vega
Rómulo Díaz de la Vega (23 mai 1800, Mexico - 3 octobre 1877, Puebla) est un homme politique mexicain. Lors de la révolution d'Ayutla, qui renverse le dictateur Antonio Lopez de Santa Anna, il devient membre du gouvernement provisoire avant de devenir chef provisoire du gouvernement après la démission de Martín Carrera,. Sa fonction prend fin le 4 octobre 1855 après la proclamation de la nouvelle république libérale. 